# Tetraria compacta
Tetraria compacta är en halvgräsart som beskrevs av Margaret Rutherford Bryan Levyns. Tetraria compacta ingår i släktet Tetraria och familjen halvgräs. Inga underarter finns listade i Catalogue of Life.